# Volkswagen Eos
Volkswagen Eos — модель компактного дводверного автомобіля концерну Volkswagen з формулою кузова купе-кабріолет. Авто оздоблено жорстким складним металевим або скляним зсувним дахом.
Кабріолет вироблявся в 2006 — 2015 роках, та не витримав внутрішньої конкуренції із кабріолетом Volkswagen Golf, що вперше був представлений в 2011 році.

## Історія

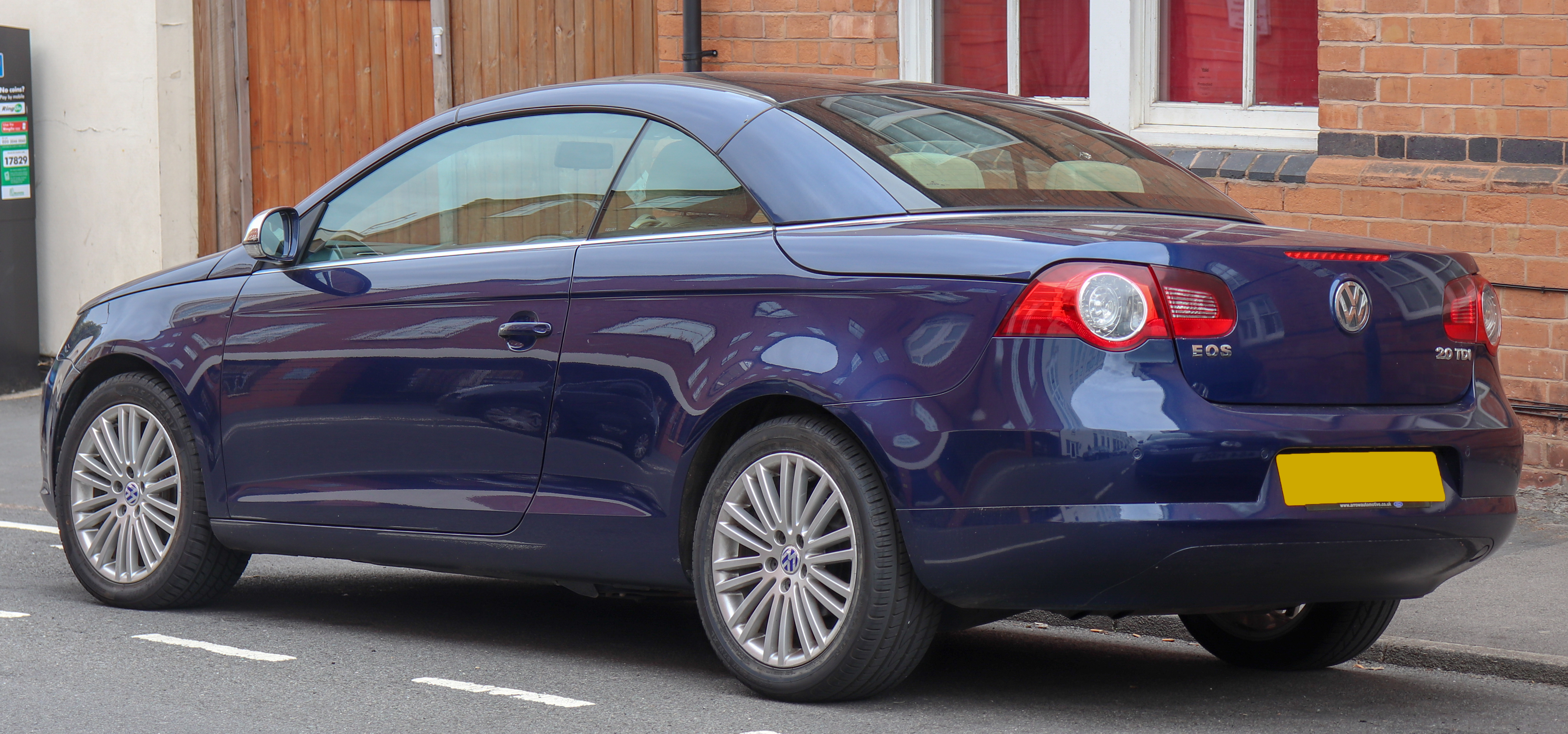
Volkswagen Eos (2006-2010)

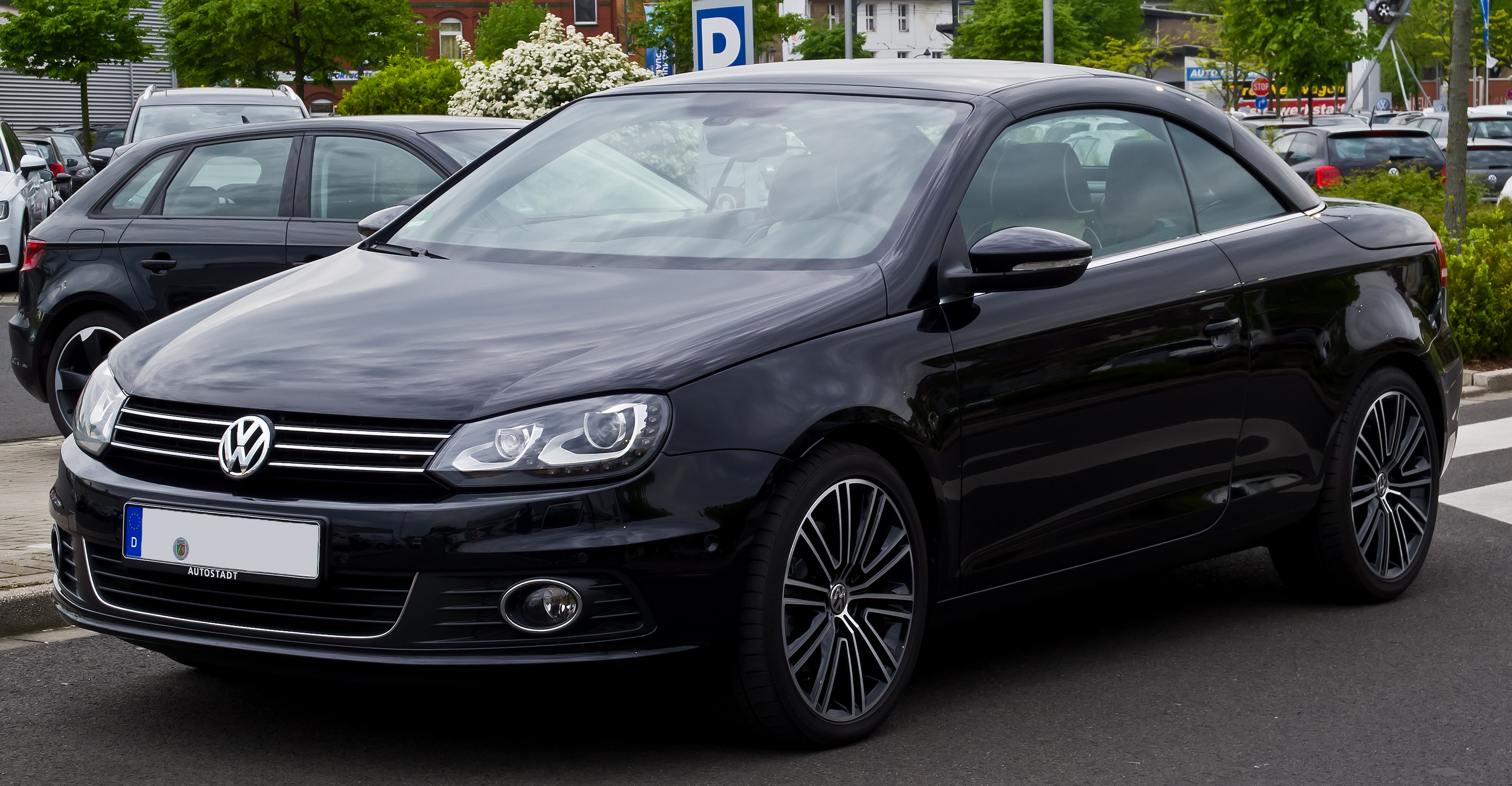
Volkswagen Eos (з 2011)

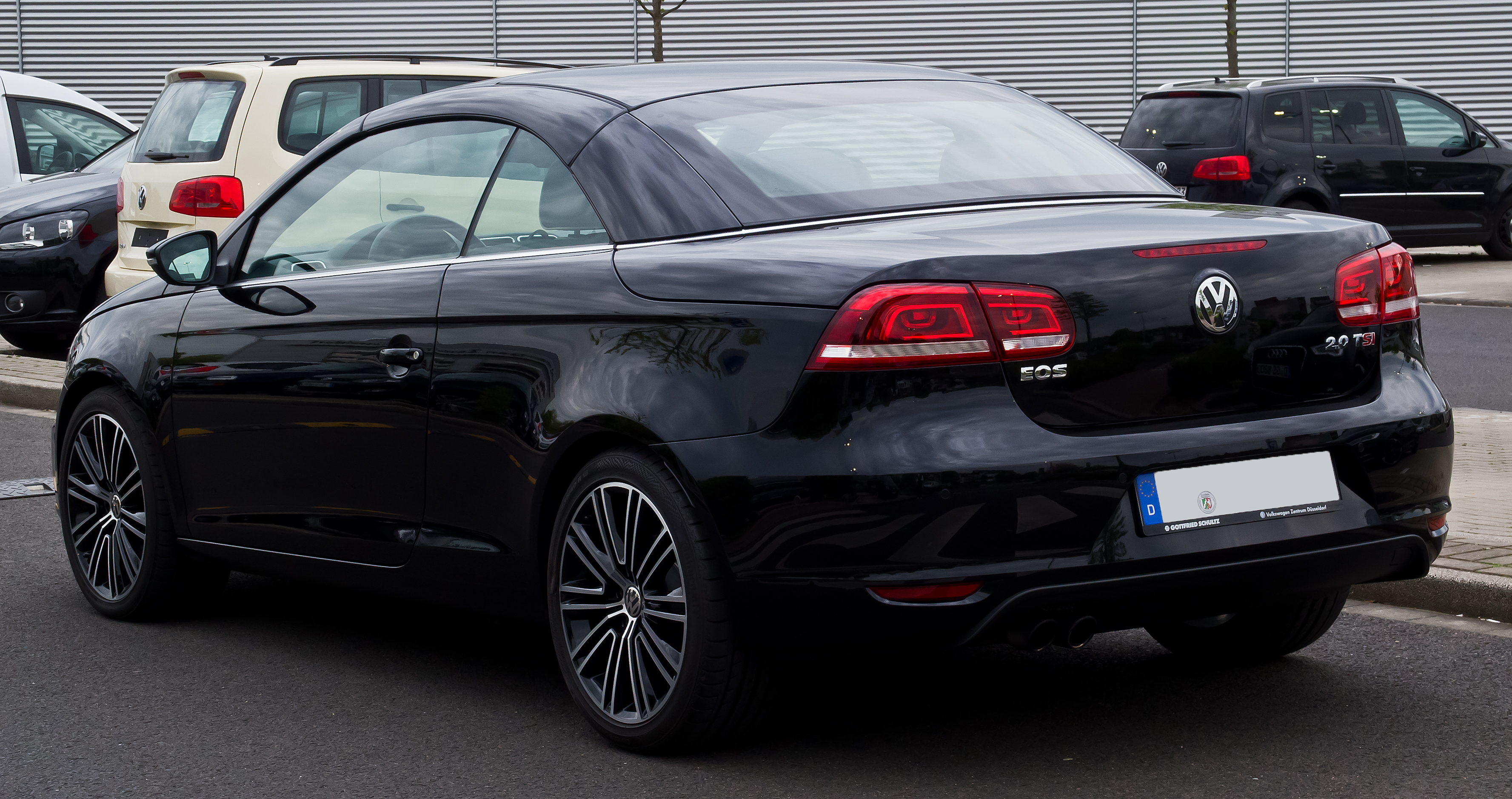
Volkswagen Eos (з 2011)

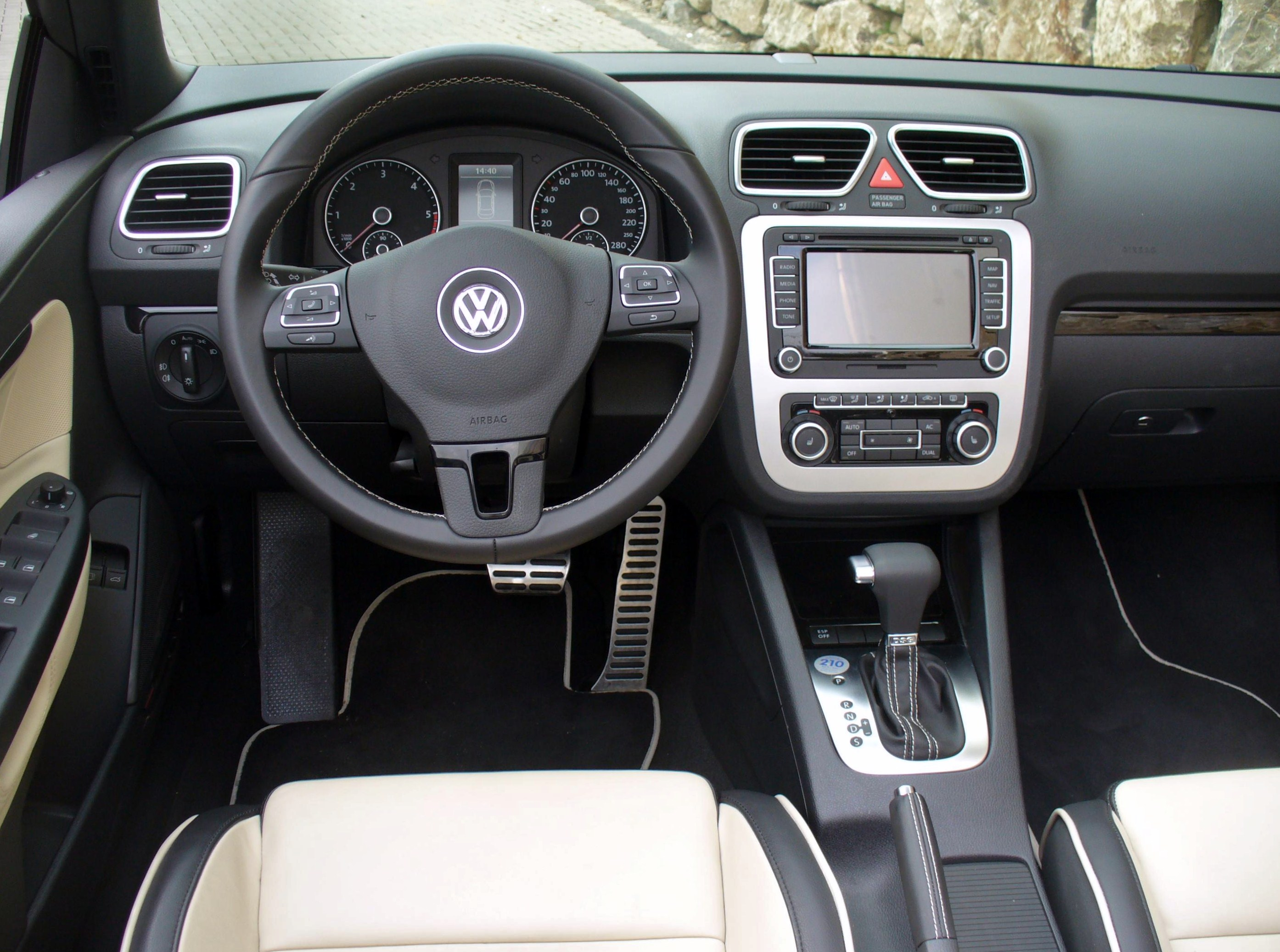

Eos — перший купе-кабріолет в модельному ряду Volkswagen. Своє ім'я автомобіль запозичив у богині зорі з грецької міфології, яка піднялася на своїй колісниці з безодні моря і принесла людям сонячне світло. Крім того, Eos — це мати вітрів і ім'я зірки, яку видно і вранці і ввечері. Так що, німецький виробник не тільки надав назвою наліт романтичності, а й зберіг спадкоємність імен (більшість моделей цієї марки носять імена різних вітрів).

## Технічні дані
|                                                                | Eos 1.4 TSI            | Eos 1.6 FSI            | Eos 2.0 FSI             | Eos 1.4 TSI             | Eos 2.0 TSI             | Eos 3.2 V6              | Eos 3.6 V6              | Eos 2.0 TDI            | Eos 2.0 TDI            |
| -------------------------------------------------------------- | ---------------------- | ---------------------- | ----------------------- | ----------------------- | ----------------------- | ----------------------- | ----------------------- | ---------------------- | ---------------------- |
| Роки випуску                                                   | з 2007                 | 2006–2007              | 2006–2008               | з 2008                  | з 2006                  | 2006–2008               | з 2009                  | 2006–2008              | з 2009                 |
| Число та розміщення циліндрів                                  | Р4- Бензиновий         | Р4- Бензиновий         | Р4- Бензиновий          | Р4- Бензиновий          | Р4- Бензиновий          | VP6- Бензиновий         | VP6- Бензиновий         | Р4- Дизельний PD       | Р4- Дизельний CR       |
| Об'єм                                                          | 1390 см³               | 1598 см³               | 1984 см³                | 1390 см³                | 1984 см³                | 3189 см³                | 3597 см³                | 1968 см³               | 1968 см³               |
| Потужність при 1/хв                                            | 90 kW (122 к.с.) /5500 | 85 kW (115 к.с.) /6000 | 110 kW (150 к.с.) /6000 | 118 kW (160 к.с.) /5800 | 147 kW (200 к.с.) /5500 | 184 kW (250 к.с.) /6300 | 190 kW (260 к.с.) /6000 | 103 kW (140 к.с.)/4200 | 103 kW (140 к.с.)/4200 |
| макс. Крутний момент при 1/хв                                  | 200 Нм /1500–4000      | 155 Нм /4000           | 200 Нм /3500            | 240 Нм /1500–4500       | 280 Нм /1800–5000       | 320 Нм /2500–3000       | 350 Нм /2400–4000       | 320 Нм/1750–2500       | 320 Нм/1750–2500       |
| КПП,                                                           | 6-Gang-Schaltgetriebe  | 6-Gang-Schaltgetriebe  | 6-Gang-Schaltgetriebe   | 6-Gang-Schaltgetriebe   | 6-Gang-Schaltgetriebe   | 6-Gang-DSG              | 6-Gang-DSG              | 6-Gang-Schaltgetriebe  | 6-Gang-Schaltgetriebe  |
| Максимальна швидкість, км/год                                  | 196                    | 192                    | 210                     | 215                     | 232                     | 247                     | 250                     | 206                    | 206                    |
| Розгін, 0–100 км/год с                                         | 10,9                   | 11,9                   | 9,8                     | 8,8                     | 7,8                     | 7,3                     | 6,9                     | 10,3                   | 10,3                   |
| Витрати пального (nach EWG-Richtlinie, kombiniert in l/100 km) | 6,7 Super              | 7,6 Super              | 8,3 Super               | 6,7 Super               | 8,2 Super               | 9,2 Super               | 9,2 Super               | 6,0 Diesel             | 5,8 Diesel             |
| CO2-Emission in g/km, kombiniert                               | 159                    | 182                    | 198                     | 159                     | 194                     | 219                     | 214                     | 156                    | 148                    |
| Abgasnorm nach EU-Klassifikation                               | Euro 4                 | Euro 4                 | Euro 4                  | Euro 4                  | Euro 4                  | Euro 4                  | Euro 5                  | Euro 4                 | Euro 4                 |

## Volkswagen Eos 2016
У 2016 році було запропоновано обмежену кількість моделей VW Eos Komfort. Однією із найпривабливіших рис Eos 2016 став скляний панорамний люк, завдяки якому навіть при складеному даху у салоні вдосталь сонця та повітря. Складений дах дозволяє водієві економити на багажному просторі. Ще однією бонусною функцією автомобіля стала стандартна навігаційна система з 5.0-дюймовим сенсорним екраном, HD радіо, SD карткою, Bluetooth, Sirius XM та Car-Net сервісною платформою від VW. 
Кабріолет пропонується з трьома бензиновими та одним дизельним двигуном. Найменшим серед бензинових є 1.4-літровий чотириступеневий двигун на 122 кінських сили. Розгін з ним відбувається за 10.9 секунд, витрата пального перебуває на рівні 6.4 л/100 км у змішаному циклі. Пару двигуну складає шестиступенева механічна коробка передач. За ним розташувався 1.4-літровий чотирициліндровий двигун на 160 кінських сил. Автомобіль з ним розганяється за 8.8 секунд, витрачаючи 6.8 л/100 км у змішаному циклі. Компонується силовий агрегат шестиступеневою механічною коробкою. Найпотужнішим бензиновим двигуном є 2.0-літровий чотирициліндровий TSI на 210 кінських сил. Розгін при шестиступеневій механічній коробці відбувається за 7.8 секунд. Витрата пального перебуває на рівні 7.1 л/100 км у змішаному циклі. При шестиступеневій автоматичній коробці DSG розгін відбувається за 7.8 секунд, витрата палива становить 7.5 л/100 км у змішаному циклі. 2.0-літровий чотирициліндровий двигун на 140 кінських сил став єдиним дизельним представником. Розгін з ним та шестиступеневою механічною коробкою відбувається за 10.3 секунд. Витрата пального становить 5.2 л/100 км у змішаному циклі. Доповнений шестиступеневою автоматичною коробкою DSG, двигун розжене кабріолет за 10.3 секунд. Витрата пального перебуває на рівні 5.7 л/100 км у змішаному циклі. Привід у кабріолета на передні колеса. 